# Thierry Pauk
Thierry Pauk (Metz, 26 gennaio 1966) è un ex calciatore francese, di ruolo centrocampista.

## Palmarès

### Club

#### Competizioni nazionali
- Championnat National: 1

Châteauroux: 1993-1994
- Coppa di Lega francese: 1

Metz: 1986
- Coppa di Francia: 1

Metz: 1987-1988
- Coppa del Lussemburgo: 1

Grevenmacher: 1997-1998